# Amphorophora pawtincae
Amphorophora pawtincae är en insektsart som beskrevs av Hottes 1934. Amphorophora pawtincae ingår i släktet Amphorophora och familjen långrörsbladlöss. Inga underarter finns listade i Catalogue of Life.